# 974 Ліоба
974 Ліоба (974 Lioba) — астероїд головного поясу, відкритий 18 березня 1922 року.
Тіссеранів параметр щодо Юпітера — 3,434.